# Гнилая Плотва
Гнила́я Плотва́ (укр. Гнила Плотва) — река в Луганской области Украины, левый приток Боровой. Длина реки — 19 км, площадь водосборного бассейна — 262 км², уклон — 1,9 м/км.

## Течение
Берёт начало в пруду села Верхняя Покровка на высоте 101,2 метра над уровнем моря, протекает по территории Старобельского и Кременского районов и впадает в реку Боровую на расстоянии 44 километра от её устья неподалёку от села Шевченко.
Основной приток — ручей Гнилая Плотва (правый приток).

## Населённые пункты
- село Верхняя Покровка[2]
- село Нижнепокровка[2]